# نجم قزم

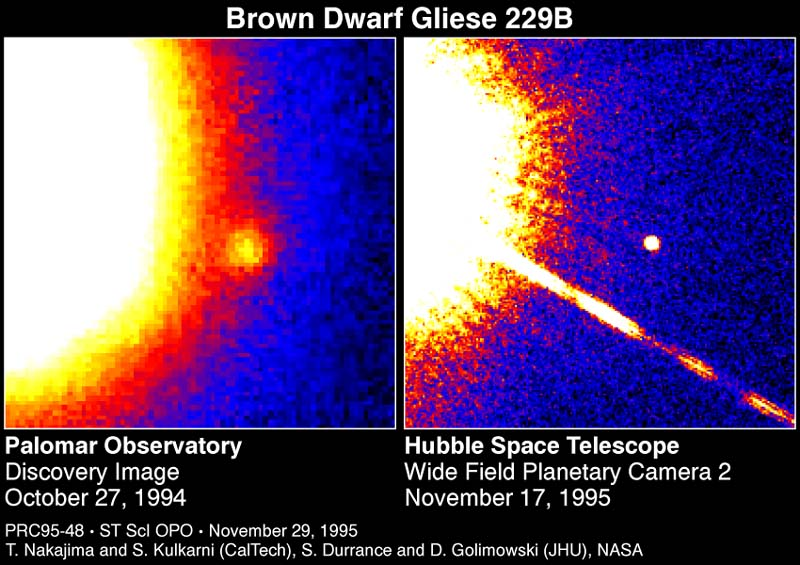

مصطلح نجم قزم يشير لمجموعة متنوعة من فئات النجوم. وقد صاغ هذا المصطلح في عام 1906 عندما لاحظ الفلكي الدنماركي هرتز سبرنج أن النجوم الأكثر احمرار والمصنفة K و M في مخطط هارفارد وجب تقسيمها إلى مجموعتين متميزتين. إما خافتة أو أكثر إشراقا من الشمس لكي يتم التمييز بينهما، وسميت المجموعة المشرقة «عملاقة» والخافتة «قزمة».
مصطلح «قزم» توسع لاحقا ليشمل ما يلي:
- النجوم القزمة تشير بصفة عامة إلى أي نجم من النسق الأساسي بدرجة لمعان V.
  - الأقزام الحمراء هي نجوم النسق الأساسي، منخفضة الكتلة.
  - الأقزام الصفراء تعتبر في النسق الأساسي (قزم) بكتلة تعادل الشمس.
  - الأقزام البرتقالية هي نجوم من K-نوع في النسق الأساسي.
- الأقزام الزرقاء هي فئة مفترضة من النجوم منخفضة جدا في كتلة مع درجة حرارة عالية لأنها في نهاية عمرها ضمن تسلسل النسق الأساسي.
- الأقزام البيضاء هي نجوم تتألف من مادة متحللة، ويعتقد أنها في المرحلة الأخيرة في تطورها فهي ليست ضخمة لتنهار إلى نجم نيوتروني أو مستعر أعظم نوع 2 - حجمها يقارب 9 مرات كتلة شمسية.
  - القزم الأسود هو قزم أبيض فقد طاقته واصبح بارد بحيث لم يعد يصدر أي الضوء المرئي.
- القزم البني هو جرم شبه نجمي ليس ضخم بما فيه الكفاية ولا يكتسب جاذبية قوية حتى يدمج الهيدروجين إلى هيليوم، ولكن يستطيع دمج الديوتريوم، كتلته حوالي 0.08 كتلة شمسية أو اقل وأكثر من كتلة المشتري 13 مرة.